# Mai Kuraki
Mai Kuraki (japonès: 倉木麻衣)  (Funabashi, 28 d'octubre de 1982) és una cantant japonesa. Va debutar l'any 1999 amb al segell discogràfic GIZA studio, però des del 2007 s'ha traslladat a Northern Music. Les seves cançons Secret of my heart, Start in my life, always, Winter Bells, Kaze no lalala, Growing of my heart i Ichibyou goto ni Love for you són algunes de les peces de música del Detectiu Conan més conegudes.
El 25 de juliol de 2017 es va fer públic que havia batut el Rècord Guiness per ser la cantant amb més cançons d'una sèrie d'animació (Detectiu Conan), amb 21 temes. Amb motiu de tal fita, es va planificar el llançament al mercat d'un àlbum recopilatori, tot just tres mesos després de saber-se la notícia. A data de setembre de 2022 ja en duu 23.

## Singles
- Love, Day After Tomorrow (8 de desembre de 1999)
- Stay by my side (15 de març de 2000)
- Secret of my heart (26 d'abril de 2000)
- NEVER GONNA GIVE YOU UP (7 de juny de 2000)
- Simply Wonderful (27 de setembre de 2000)
- Reach for the sky (8 de novembre de 2000)
- 冷たい海/Start in my life (Tsumetai umi/Start in my life) (7 de febrer de 2001)
- Stand Up (18 d'abril de 2001)
- always (6 de juny de 2001)
- Can't forget your love / PERFECT CRIME －Single Edit－ (29 d'agost de 2001)
- Winter Bells (17 de gener de 2002)
- Feel fine! (24 d'abril de 2002)
- Like a star in the night (4 de setembre de 2002)
- Make my day (4 de desembre de 2002)
- Time after time ～花舞う街で～ (Time after time ~hana mau machi de~) (5 de març de 2003)
- Kiss (30 d'abril de 2003)
- 風のららら (Kaze no lalala) (28 de maig de 2003)
- 明日へ架ける橋 (Ashita e kakeru hashi) (19 de maig de 2004)
- Love, needing (26 de gener de 2005)
- ダンシング (Dancing) (23 de març de 2005)
- P.S ♡ MY SUNSHINE (1 de juny de 2005)
- Growing of my heart (9 de novembre de 2005)
- ベスト オブ ヒーロー (Besf of Hero) (8 de febrer de 2006)
- Diamond Wave (21 de juny de 2006)
- 白い雪 (Shiroi yuki) (20 de desembre de 2006)
- Season of love (14 de febrer de 2007)
- Silent love ～open my heart～ / BE WITH U (28 de novembre de 2007)
- 夢が咲く春 / You and Music and Dream (Yume ga saku haru / You and Music and Dream) (19 de març de 2008)
- 一秒ごとに Love for you (Ichibyou goto ni Love for you) (9 de juliol de 2008)
- 24 Xmas time (26 de novembre de 2008)
- PUZZLE / Revive (1 d'abril de 2009)
- Beautiful (10 de juny de 2009)
- 永遠より ながく / Drive me crazy (Eien yori nagaku / Drive me crazy) (3 de març de 2010)
- SUMMER TIME GONE (31 d'agost de 2010)
- 1000万回のキス (1000man-kai no kiss) (9 de març de 2011)
- もう一度 (Mou ichido) (25 de maig de 2011)
- Your Best Friend (19 d'octubre de 2011)
- Strong Heart (23 de novembre de 2011)
- 恋に恋して／Special morning day to you (Koi ni koishite / Special morning day to you) (15 d'agost de 2012)
- TRY AGAIN (6 de febrer de 2013)
- Wake me up (26 de febrer de 2014)
- 無敵なハート／STAND BY YOU (Mutekina heart/STAND BY YOU) (27 d'agost de 2014)
- Serendipity (20 de maig de 2015)
- SAWAGE☆LIFE (30 de juliol de 2016)
- 渡月橋 ～君 想ふ～ (Togetsukyou ~kimi omou~) (12 d'abril de 2017)
- WE ARE HAPPY WOMEN (2 de març de 2018)
- Do it! (9 de març de 2018)
- Light Up My Life (16 de març de 2018)
- 今宵は夢を見させて (Koyoi wa yume wo misasete) (8 d'agost de 2018)
- きみと恋のままで終われない　いつも夢のままじゃいられない／薔薇色の人生 (Kimi to koi no mama de owarenai Itsumo yume no mama ja irarenai / Barairo no jinsei) (20 de març de 2019)
- ZEROからハジメテ (ZERO kara hajimete) (6 de març de 2021)
- Can you feel my heart (21 d'abril de 2021)
- ひとりじゃない (Hitori ja nai) (1 d'agost de 2021)
- Secret, voice of my heart (4 d'octubre de 2022)
- Unraveling Love 〜少しの勇気〜 (Unraveling Love ~sukoshi no yuuki~) (28 d'octubre de 2023)
- Y☺︎u & I (22 de desembre de 2023)

## Àlbums
- delicious way (28 de juny de 2000)
- Perfect Crime (4 de juliol de 2001)
- FAIRY TALE (23 d'octubre de 2002)
- If I Believe (9 de juliol de 2003)
- Wish You The Best (1 de gener de 2004)
- FUSE OF LOVE (24 d'agost de 2005)
- DIAMOND WAVE (2 d'agost de 2006)
- ONE LIFE (1 de gener de 2008)
- touch Me! (21 de gener de 2009)
- ALL MY BEST (9 de setembre de 2009)
- FUTURE KISS (17 de novembre de 2010)
- OVER THE RAINBOW (11 de gener de 2012)
- Mai Kuraki BEST 151A -LOVE & HOPE- (12 de novembre de 2014)
- Smile (15 de febrer de 2017)
- 倉木麻衣×名探偵コナン　COLLABORATION　BEST　21-真実はいつも歌にある！- (Mai Kuraki × Detective Conan COLLABORATION BEST 21 -shinjitsu wa itsumo uta ni aru!-) (25 d'octubre de 2017)
- 君 想ふ ～春夏秋冬～ (Kimi omou ~shunka shuutou~) (10 d'octubre de 2018)
- Let’s GOAL！～薔薇色の人生～ (Let's GOAL! ~barairo no jinsei~) (14 d'agost de 2019)
- Mai Kuraki Single Collection ～Chance for you～ (25 de desembre de 2019)
- unconditional L♡VE (27 d'octubre de 2021)